# Salanoia durrelli
 Salanoia durrelli  ist eine Raubtierart aus der Familie der Madagassischen Raubtiere (Eupleridae). S. durrelli wurde 2004 entdeckt und 2010 als erste neue Raubtierart seit 24 Jahren wissenschaftlich beschrieben. Die Gattung Salanoia enthält mit dem Schlichtmungo (S. concolor) nur eine weitere Art. Die beiden Arten sind sich genetisch sehr ähnlich, unterscheiden sich jedoch morphologisch so stark, dass S. durrelli als eigene Art beschrieben wurde. Das Verbreitungsgebiet von S. durrelli beschränkt sich auf ein Gebiet am Lac Alaotra im nordöstlichen Madagaskar.
Salanoia durrelli ist ein kleines Raubtier, das sich unter anderem durch breite Füße mit auffallend großen Ballen, die rötlich-gelbe Unterseite sowie breite, kräftige Zähne vom Schlichtmungo unterscheidet. Es wurden bisher nur zwei Individuen wissenschaftlich vermessen, wobei das Gewicht 600 g und 675 g betrug. Es handelt sich um einen Sumpfbewohner, der sich wahrscheinlich von Krebstieren und Weichtieren ernährt. Der Lac Alaotra und seine Umgebung sind als Lebensraum durch landwirtschaftliche Nutzung und weitere negative Umwelteinflüsse  stark gefährdet, möglicherweise ist S. durrelli daher ebenfalls bedroht.

## Merkmale

### Allgemeine Merkmale
Salanoia durrelli ähnelt in seiner Erscheinung sehr seinem nächsten Verwandten, dem Schlichtmungo. Es handelt sich um ein kleines, schlankes, mangustenähnliches Raubtier mit kurzen Beinen. Das Fell ist oberseits rotbraun und dabei blasser als das des Schlichtmungos. Der Kopf und der Nacken sind gesprenkelt. Die Unterseite ist rötlich-gelb, nicht braun wie beim Schlichtmungo. Der größte Teil des Schwanzes ist wie der Körper rot- bis olivbraun, die Spitze ist jedoch gelblich-braun. Die Innenseite der stark behaarten Ohren ist rötlich-gelbbraun. Das Fell ist am Körper lang und weich und am Schwanz noch etwas länger, während es am Kopf und an den Beinen kurz ist.
Die breiten Füße sind auf der Unterseite nackt, wobei die Haut an den Vorderfüßen rötlich-gelbbraun und an den Hinterfüßen dunkelbraun ist. Die Füße haben sehr ausgeprägte Ballen. Jede Zehe der Vorder- und Hinterfüße trägt eine lange und weitgehend gerade, dunkelbraune Kralle und entlang der Außenseite der Füße ist eine Reihe borstiger Tasthaare ausgebildet. Der Schlichtmungo hat demgegenüber schmalere Füße und weniger prominente Ballen.
Bisher wurden nur zwei Individuen wissenschaftlich vermessen und eines davon als Holotyp getötet. Dieses Weibchen hatte eine Kopf-Rumpf-Länge von 310 mm, die Schwanzlänge betrug 210 mm. Der Hinterfuß war 66,8 mm und das Ohr 17,5 mm lang. Das Körpergewicht betrug 675 g. Bei dem zweiten, wieder freigelassenen Individuum betrug die Kopf-Rumpf-Länge etwa 330 mm, die Schwanzlänge 175 mm und das Körpergewicht etwa 600 g. Nach diesen Daten ist S. durrelli wahrscheinlich etwas kleiner als der Schlichtmungo, dieser hat eine Kopf-Rumpf-Länge von 300 bis 380 mm, einen Schwanz von 170 bis 200 mm Länge und ein Gewicht von etwa 780 Gramm. Ein Sexualdimorphismus, wie er für den Schlichtmungo teilweise beschrieben ist, scheint bei Salanoia durrelli nicht vorhanden.

### Schädel- und Skelettmerkmale
Der Schädel des ausgemessenen Weibchens hat eine Länge von 65,8 mm und eine maximale Breite im Bereich der Jochbögen von 37,1 mm. Er stimmt in seinen Maßen im Wesentlichen mit dem des Schlichtmungos überein, die Schnauze ist jedoch breiter. Das Nasenbein ist breit und kurz, der knöcherne Gaumen ist ebenfalls breit. Die Mandibula ist kräftig und weist einen hohen Coronoid-Fortsatz auf. Vergleichende Messungen des Schädels zeigen deutliche Unterschiede zum Schlichtmungo.
Salanoia durrelli hat eine kräftigere Bezahnung als der Schlichtmungo und die Zähne sind breiter mit größeren Oberflächen. Der erste und der zweite obere Schneidezahn sind kleiner als der dritte, der von den Eckzähnen durch eine deutliche Lücke getrennt ist. Der raubtiertypische Eckzahn ist größer und kräftiger als beim Schlichtmungo. Der erste Prämolar ist klein, die beiden folgenden deutlich größer – beide sind kürzer und breiter als beim Schlichtmungo. Der vierte Prämolar ist ebenso groß wie der erste Backenzahn. Der zweite obere Backenzahn ist kleiner als 1/3 des ersten Backenzahns und stärker zurückgebildet als beim Schlichtmungo, bei dem dieser Zahn etwa 2/3 der Höhe des ersten Backenzahns ausmacht. Der erste untere Schneidezahn ist deutlich kleiner als die anderen beiden. Der Eckzahn, die Prämolaren und der erste Backenzahn sind gut ausgebildet, der zweite Backenzahn ist breit, jedoch schmaler als der des Schlichtmungos.

### Genetik
Neben der Erhebung morphologischer Daten wurden auch Vergleiche der neuen Art mit dem Schlichtmungo und anderen madagassischen Raubtieren auf der Basis molekularbiologischer Daten durchgeführt. Hierfür wurde die mitochondriale Gensequenz für das cytb-Gen (Cytochrom b) der beiden im Lac Alaotra gefangenen Individuen von Salanoia durrelli mit publizierten Sequenzen des Schlichtmungos, des Ringelschwanzmungos (Galidia elegans), des Breitstreifenmungos (Galidictis fasciatus) und des Schmalstreifenmungos (Mungotictis decemlineata) verglichen. Es zeigte sich, dass der Unterschied in den Sequenzen zwischen Salanoia durrelli und Schlichtmungo nur sehr gering ist und allein keine Artabgrenzung rechtfertigen würde.

## Verbreitung und Lebensraum

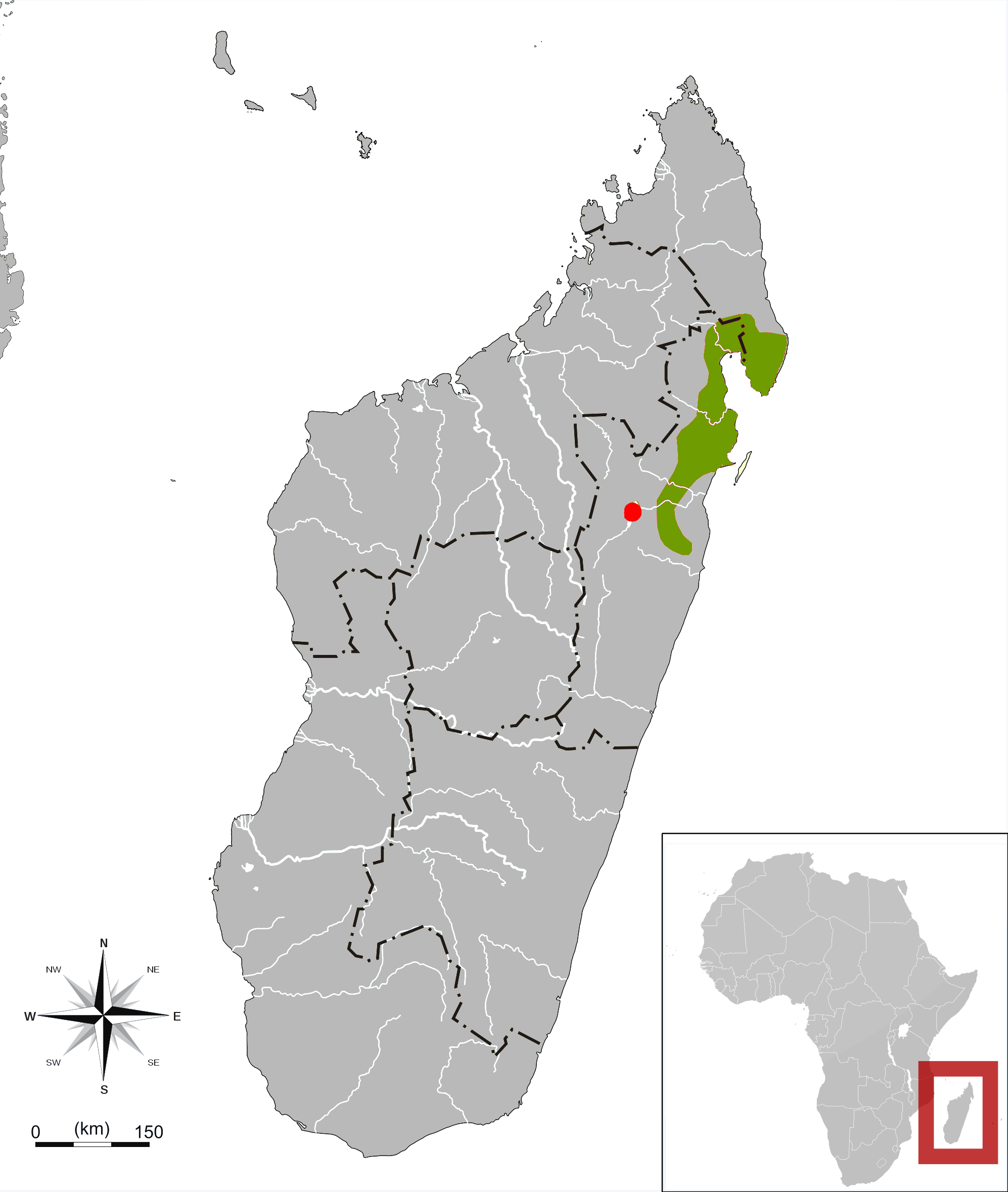
Verbreitungsgebiet der beiden Salanoia-Arten: Verbreitungsgebiet des Schlichtmungos (grün) und Fundort von Salanoia durrelli (rot)

S. durrelli wurde bisher nur bei Andreba in einer Sumpfregion in 750 Metern Höhe am östlichen Ufer des Lac Alaotra nachgewiesen. Der tropische Flachwassersee hat eine Größe von etwa 200 km² mit einer Tiefe von durchschnittlich 2 Metern in der Niedrigwassersaison und 4 Meter in der Hochwassersaison. Das Gebiet ist von etwa 260 km² Sumpfland umgeben, dessen Vegetation vor allem von Seggen (Cyperus emyrnensis, Cyperus latifolius und Cyperus madagascariensis) und Schilfrohr (Phragmites australis) geprägt ist.

## Lebensweise
Das erste beobachtete Individuum von S. durrelli wurde schwimmend gesichtet und war wahrscheinlich auf der Flucht vor den Wissenschaftlern am Ufer. Die beiden für die Erstbeschreibung verwendeten Individuen wurden auf einer treibenden Pflanzenmatte gefangen.
Über die Lebensweise der Art liegen nur sehr wenige Daten vor. S. durrelli lebt in einem sumpfigen Habitat, wodurch es sich von dem waldbewohnenden Schlichtmungo unterscheidet. Es hat eine kräftigere Bezahnung als der weitgehend insektenfressende Schlichtmungo und ernährt sich daher wahrscheinlich von hartschaligeren Beutetieren wie Krebsen und Weichtieren sowie von kleinen Wirbeltieren. Gefangen wurden die Tiere mit Fallen, die mit Fisch und Fleisch als Köder bestückt waren. Die Art ähnelt in verschiedener Hinsicht der auf dem afrikanischen Kontinent lebenden und etwas größeren Sumpfmanguste (Atilax paludinosus), einem fleischfressenden Sumpflandbewohner, der ebenfalls schwimmende Vegetationsmatten nutzt.

## Systematik
2004 wurde zum ersten Mal ein Individuum von Salanoia durrelli beobachtet, und zwar schwimmend während einer Bestandserfassung von Bambuslemuren (Gattung Hapalemur) im Umland des Lac Alaotra durch den Durrell Wildlife Conservation Trust (DWCT). Das Tier wurde gefangen, fotografiert und anschließend wieder freigelassen; die Begutachtung der Fotos zeigte, dass das Tier keiner der bekannten madagassischen Raubtierarten zugeordnet werden konnte. 2005 wurden zwei weitere Individuen dieser Art, ein Männchen und ein Weibchen, vom DWCT eingefangen und von ihnen Gewebeproben entnommen. Das Weibchen wurde zur Erfassung morphologischer Daten getötet. 2010 erfolgte die Erstbeschreibung durch die Konservatorin Joanna Durbin und ein Team der Climate, Community & Biodiversity Alliance, Nature Heritage, des Natural History Museum, Conservation International und des DWCT.

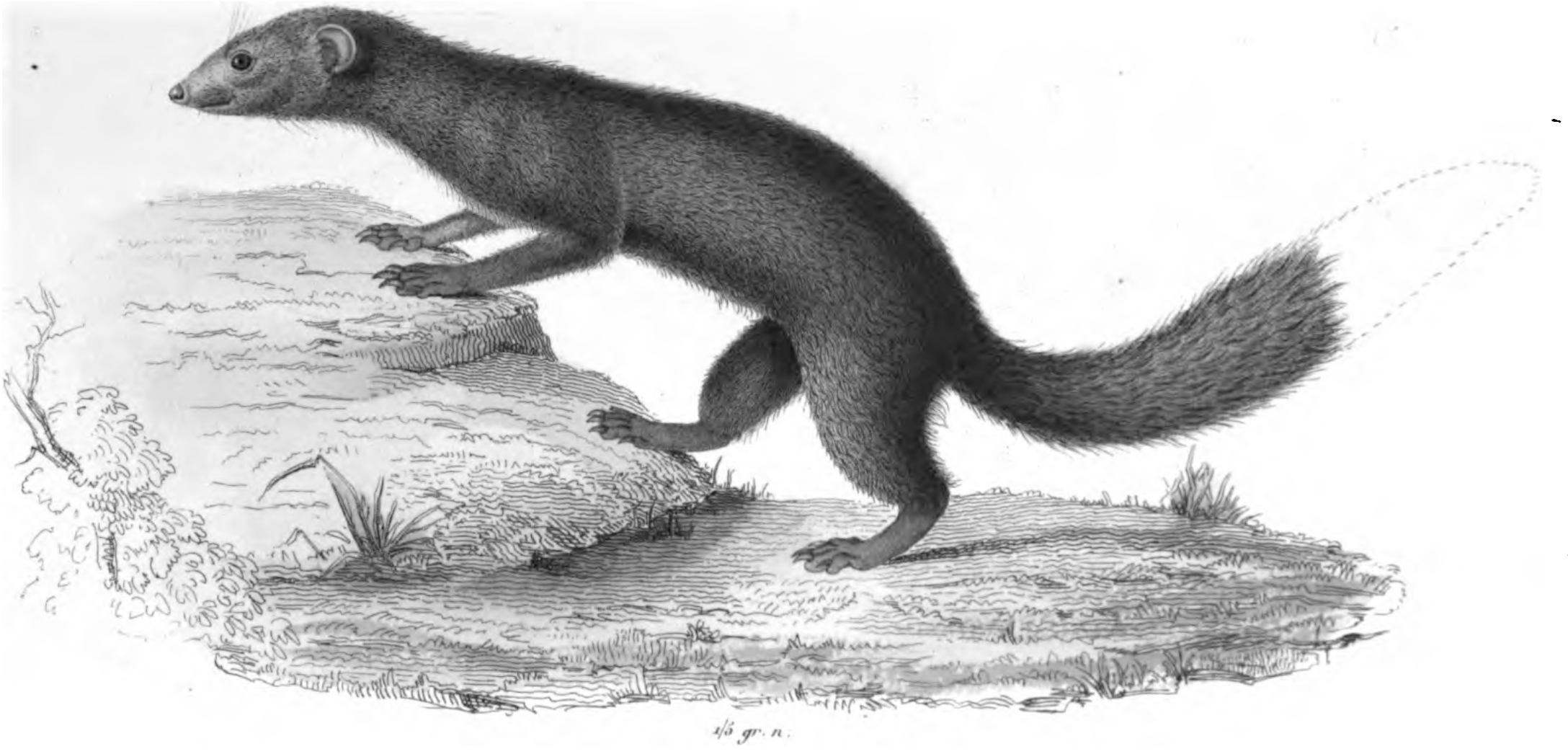
Der Schlichtmungo (S. concolor) ist der nächste Verwandte von S. durrelli.

Der Artname durrelli ehrt Gerald Durrell, einen bekannten Konservator, Autor und Gründer des DWCT. Bereits im Vorfeld waren Berichte der einheimischen Bevölkerung über ein kleines Raubtier im Bereich des Lac Alaotra bekannt; es wurde jedoch angenommen, dass es sich um den Schlichtmungo handele.
Salanoia durrelli wurde in die bis dahin monotypische Gattung Salanoia gestellt, die bislang nur den Schlichtmungo (S. concolor) aus dem östlichen Madagaskar enthielt. Die räumlich nächsten Nachweise des Schlichtmungos liegen etwa 55 km vom Alaotra-Gebiet entfernt.
S. durrelli weist deutliche morphologische Unterschiede zum Schlichtmungo auf, die (untersuchten) genetischen Merkmale beider Arten sind jedoch sehr ähnlich. Die Entdecker und Beschreiber entschieden sich aufgrund der signifikanten morphologischen Unterschiede für die Neubeschreibung als eigene Art. Diese Unterschiede werden als potenzielle Anpassung an die Lebensweise im Sumpfbereich des Lac Alaotra interpretiert, ebenso wie dies bei dem Bambuslemur Hapalemur alaotrensis der Fall ist, der sich morphologisch von dem weiter verbreiteten Hapalemur griseus stark unterscheidet, während auch hier die genetischen Unterschiede gering sind.
Während der genetische Befund eindeutig darauf hinweist, dass die madagassischen Raubtiere eine monophyletische Gruppe sind, das heißt, von einem gemeinsamen Vorfahren abstammen, ist die innere Systematik umstritten. Die Madagaskar-Mangusten bilden wahrscheinlich ebenfalls eine monophyletische Gruppe, wobei die Position des Schlichtmungos und damit der Gattung Salanoia nicht genau bekannt ist. Durbin et al. legen aufgrund ihrer Untersuchung ein Schwestergruppenverhältnis der Gattung Salanoia mit dem Schmalstreifenmungo nahe, wobei der Breitstreifenmungo als Schwesterart desselben auftaucht.

## Gefährdung
Das Ökosystem der Sumpfregion des Lac Alaotra ist durch Umweltverschmutzung, Lebensraumzerstörung durch Umwandlung in Reisfelder, Überfischung sowie die Etablierung eingeschleppter Arten (Neozoen) wie exotischer Fische, der Hausratte (Rattus rattus) und der Kleinen Indischen Zibetkatze (Viverricula indica), einem kleinen Raubtier, stark beeinträchtigt. Der Delacour-Zwergtaucher (Tachybaptus rufolavatus), eine Vogelart, deren Verbreitungsgebiet sich auf diese Region beschränkte, wurde 2010 für ausgestorben erklärt und der Bestand der Bambuslemuren sank innerhalb von fünf Jahren bis 2001 um etwa 30 %. Die mögliche Konkurrenz mit mehreren eingeführten Arten in der Region hat auf S. durrelli wahrscheinlich ebenfalls einen starken Einfluss, andererseits könnten insbesondere die Ratten auch als zusätzliche Nahrungsquelle dienen. Eine Bestandserfassung wurde bislang nicht vorgenommen.
Der DWCT setzt sich für den Schutz und die Erhaltung des Gebiets um den Lac Alaotra ein; die Region wurde als Schutzgebiet vorgeschlagen. In der Datenbank der International Union for Conservation of Nature and Natural Resources (IUCN) wird S. durrelli Anfang des Jahres 2012 noch nicht geführt.

## Belege
1. ↑  Artenvielfalt: Raubtierart auf Madagaskar entdeckt. Die Zeit, 12. Oktober 2010
2. 1 2 3  Durbin et al., 2010, S. 342
3. 1 2 3 4 5 6  Durbin et al., 2010, S. 348
4. 1 2 3 4 5 6  Durbin et al., 2010, S. 346
5. ↑  Durbin et al., 2010, S. 344
6. 1 2 3  Durbin et al., 2010, S. 347
7. 1 2 3  Durbin et al., 2010, S. 349
8. 1 2  Durbin et al., 2010, S. 345
9. ↑  Durbin et al., 2010, S. 350
10. ↑  Durbin et al., 2010, S. 341
11. ↑  aus Geoffroy Saint-Hilaire, I. 1839. Notice sur deux nouveaux genres de mammifères carnassiers, les Ichneumies, du continent African, et les Galidies, de Madagascar. Magasin de Zoologie (2)1:1–39.; cf. * Garbutt, N. 2007. Mammals of Madagascar: A Complete Guide. A & C Black; S. 219–220. ISBN 978-0-7136-7043-1
12. ↑  Durbin et al., 2010, S. 345–346
13. ↑  Durbin et al., 2010, S. 351–352
14. 1 2  Anne D. Yoder, Melissa M. Burns, Sarah Zehr, Thomas Delefosse, Geraldine Veron, Steven M. Goodman und John J. Flynn: Single origin of Malagasy Carnivora from an African ancestor. In: Nature 421 (2003), S. 734–737. PDF
15. 1 2 3  Durbin et al., 2010, S. 352
16. ↑  Factsheet auf BirdLife International